# Aspilota gorbusha
Aspilota gorbusha är en stekelart som beskrevs av Sergey A. Belokobylskij 2007. Aspilota gorbusha ingår i släktet Aspilota och familjen bracksteklar. Inga underarter finns listade.